# Територіальна цілісність
Територіальна цілісність, або територіальна недоторканність (іноді, рідко — інтегрітет) держави — принцип міжнародного публічного права, згідно з яким територія держави є недоторканною від посягань з боку інших держав шляхом застосування військової сили або погрози силою.
Принцип територіальної цілісності держав був уперше встановлений у п. 4 ст. 2 Статуту ООН і пізніше отримав розвиток у Декларації про зміцнення міжнародної безпеки. У декларації відзначалася неприпустимість військової окупації в результаті застосування сили, а також неприпустимість силових дій, спрямованих на здобуття території іншої держави.